# Chicago 17
Chicago 17 je štirinajsti studijski album chichaške rock zasedbe Chicago, ki je izšel leta 1984. Gre za drugi album skupine, ki je izšel pri založbah Full Moon/Warner Bros. Records, drugi album skupine, ki ga je produciral David Foster in zadnji studijski album, pri katerem je sodeloval originalni basist in vokalist Peter Cetera.
Z albuma so izšli štirje singli, ki so se vsi uvrstili v top 20 lestvice Billboard Hot 100. Uspeh singlov je bil ključen, da je album s strani RIAA prejel šestkratni platinasti certifikat. Chicago 17 ostaja najbolj prodajan album skupine vseh časov.
Leta 1985 je album prejel tri grammyje. David Foster je osvojil grammyja za producenta leta, Humberto Gatica je osvojil grammyja za najboljši inženiran album, Foster in Jeremy Lubbock pa sta za skladbo »Hard Habit to Break«, ki je bila nominirana za grammyja za posnetek leta, najboljšo vokalno pop izvedbo in najboljši vokalni aranžma, osvojila grammyja za najboljši instrumentalni aranžma skupine s spremljevalnimi vokali
Leta 2006 je založba Rhino Entertainment remasterizirala in ponovno izdala album z originalnimi analognimi verzijami skladb »Please Hold On«, katere soavtor je Lionel Richie, in »Prima Donna«, kot dodatna skladba pa je bila dodana še »Here Is Where We Begin« (demo posnetek), avtor katere je Robert Lamm.

## Naslovnica
V skladu z večino dotedanjih albumov skupine, vsebuje naslovnica albuma tradicionalni logotip »Chicago«, ki sta ga oblikovala John Beg in Nick Fasciano. Ovitek je v obliki paketa, zavitega v rjav papir, ki je prevezan z vrvico in zavarovan s trakom. Na sprednji strani se pojavi logotip, ki izgleda, kot da je v reliefu, prekrit z ovojnim papirjem. Številka 17 se pojavi kot odtisnjena pod logotipom. V zgodnjem levem kvadrantu je upodobljen rožnati obrazec za potrdilo, ki je postavljen pod vrvico, in navaja skladbe s prve in druge strani. Na dnu potrdilnega obrazca je navedeno sodelujoče produkcijsko in inženirsko osebje in logotip založbe Warner Bros. Records. Na notranji strani ovitka je večja fotografija vseh takratnih članov skupine: (zadnja vrsta, od leve proti desni) Lee Loughnane, Bill Champlin, James Pankow, Walt Parazaider, Robert Lamm, (prednja vrsta, od leve proti desni) Danny Seraphine, Peter Cetera. Nasprotna stran vsebuje seznam skladb, besedila skadb ter vse sodelujoče.

## Neizdani skladbi
Med snemanjem albuma je bilo posnetih nekaj skladb, ki nato niso izšle na albumu Chicago 17. »Good for Nothing« je leto kasneje izšla na dobrodelnem albumu We Are the World. To je tudi zadnja izdana skladba Chicaga, na kateri je vokale odpel Peter Cetera.
Skladbo z naslovom »Sweet Marie«, ki bi morala iziti na albumu Chicago 17, je kasneje izvedla norveška glasbena skupina TOBB. Skladba je ob 30. obletnici izida albuma Chicago 17 izšla na ponovni izdaji 14. maja 2014. Skupina je sicer skladbo izvajala ob redkih priložnostih leta 1984.

## Seznam skladb
| Stran 1 | Stran 1                   | Stran 1                                | Stran 1               | Stran 1 |
| Št.     | Naslov                    | Pisec                                  | Vokal                 | Dolžina |
| ------- | ------------------------- | -------------------------------------- | --------------------- | ------- |
| 1.      | „Stay the Night‟          | Peter Cetera/David Foster              | Peter Cetera          | 3:48    |
| 2.      | „We Can Stop the Hurtin'‟ | Robert Lamm/Bill Champlin/Deborah Neal | Robert Lamm           | 4:11    |
| 3.      | „Hard Habit to Break‟     | Steve Kipner/Jon Parker                | Cetera, Bill Champlin | 4:43    |
| 4.      | „Only You‟                | James Pankow/Foster                    | Lamm, Champlin        | 3:53    |
| 5.      | „Remember the Feeling‟    | Cetera/Champlin                        | Cetera                | 4:28    |

| Stran 2 | Stran 2                  | Stran 2                       | Stran 2              | Stran 2 |
| Št.     | Naslov                   | Pisec                         | Vokal                | Dolžina |
| ------- | ------------------------ | ----------------------------- | -------------------- | ------- |
| 6.      | „Along Comes a Woman‟    | Cetera/Mark Goldenberg        | Cetera               | 4:14    |
| 7.      | „You're the Inspiration‟ | Cetera/Foster                 | Cetera               | 3:49    |
| 8.      | „Please Hold On‟         | Champlin/Foster/Lionel Richie | Champlin             | 3:37    |
| 9.      | „Prima Donna‟            | Cetera/Goldenberg             | Cetera               | 4:09    |
| 10.     | „Once in a Lifetime‟     | Pankow                        | Champlin with Cetera | 4:12    |

| Dodatna skladba na ponovni izdaji | Dodatna skladba na ponovni izdaji | Dodatna skladba na ponovni izdaji | Dodatna skladba na ponovni izdaji | Dodatna skladba na ponovni izdaji |
| Št.                               | Naslov                            | Pisec                             | Vokal                             | Dolžina                           |
| --------------------------------- | --------------------------------- | --------------------------------- | --------------------------------- | --------------------------------- |
| 11.                               | „Here Is Where We Begin‟          | Lamm                              | Lamm, David Pack                  | 3:53                              |

## Osebje

### Chicago
- Peter Cetera – bas kitara pri »Stay the Night« in »Prima Donna«; solo vokal; spremljevalni vokal; aranžmaji pri »Stay the Night«, »Along Comes a Woman«, »You're the Inspiration« in »Prima Donna«; vokalni aranžma pri »Remember the Feeling«
- Bill Champlin – kitare, klaviature, solo vokal, spremljevalni vokal, vokalni aranžma pri »Only You«
- Robert Lamm – klaviature, solo vokal, spremljevalni vokal, aranžma pri »We Can Stop the Hurtin'«, vokalni aranžma pri »Only You«
- Lee Loughnane – trobenta
- James Pankow – trombon, trobilni aranžmaji, aranžma pri »Once In a Lifetime«
- Walter Parazaider – pihala
- Chris Pinnick – kitara
- Danny Seraphine – bobni

### Dodatni glasbeniki
- Jeff Porcaro – bobni (nenaveden) pri »Stay the Night«[16]:206
- Carlos Vega – bobni (nenaveden) pri »You're the Inspiration«[16]:208
- John Robinson - bobni (nenaveden) pri »Please Hold On«
- Michael Landau – kitara
- Paul Jackson Jr. – kitara
- Mark Goldenberg – kitara, dodatni aranžma pri »Along Comes a Woman« in »Prima Donna«
- Paulinho da Costa – tolkala
- David Foster – klaviature, sintetizator, dodatni aranžmaji
- John Van Tongeren – sintetizator
- Erich Bulling – sintetizator
- Marcus Ryle – sintetizator
- Gary Grant – trobenta
- Greg Adams – trobenta
- Kenny Cetera – spremljevalni vokal pri »Stay the Night«, »Prima Donna«, »You're the Inspiration« in »Along Comes a Woman«[17]
- Donny Osmond – spremljevalni vokal pri »We Can Stop the Hurtin'«
- Richard Marx – spremljevalni vokal pri »We Can Stop the Hurtin'«
- David Pack – duet pri »Here Is Where We Begin«

### Produkcija
- Producent: David Foster
- Inženiring, miks: Humberto Gatica
- Inženiring: Larry Ferguson, Paul Lani
- Godalni aranžmaji: Jeremy Lubbock
- Umetniški direktor, oblikovanje: Simon Levy
- Naslovnica: Larry Vigon
- Fotografija: Harry Langdon, James Goble
- Mastering: George Marino

## Lestvice

### Tedenske lestvice
| Lestvica (1984)         | Najvišja uvrstitev |
| ----------------------- | ------------------ |
| Nemčija (Media Control) | 12                 |
| Nizozemska (GfK)        | 20                 |
| Norveška                | 14                 |
| Švedska                 | 1                  |
| Švica                   | 6                  |
| ZDA (Billboard 200)     | 4                  |

| Lestvica (1985)                       | Najvišja uvrstitev |
| ------------------------------------- | ------------------ |
| Kanada (RPM)                          | 4                  |
| Nova Zelandija                        | 25                 |
| Združeno kraljestvo (Official Charts) | 24                 |

### Singli
| Leto | Singel                   | Lestvica               | Mesto |
| ---- | ------------------------ | ---------------------- | ----- |
| 1984 | »Hard Habit to Break«    | Adult Contemporary     | 3     |
| 1984 | »Hard Habit to Break«    | Billboard Hot 100      | 3     |
| 1984 | »Stay the Night«         | Billboard Hot 100      | 16    |
| 1984 | »Stay the Night«         | Mainstream Rock Tracks | 7     |
| 1984 | »You're the Inspiration« | Adult Contemporary     | 1     |
| 1984 | »You're the Inspiration« | Billboard Hot 100      | 3     |
| 1985 | »Along Comes a Woman«    | Adult Contemporary     | 25    |
| 1985 | »Along Comes a Woman«    | Mainstream Rock Tracks | 10    |
| 1985 | »Along Comes a Woman«    | Billboard Hot 100      | 14    |